# Macrocentrum maguirei
Macrocentrum maguirei är en tvåhjärtbladig växtart som beskrevs av John Julius Wurdack. Macrocentrum maguirei ingår i släktet Macrocentrum och familjen Melastomataceae. Inga underarter finns listade i Catalogue of Life.